# Arctic Race da Noruega
A Arctic Race da Noruega é uma corrida de ciclismo que se desenvolve na Noruega dentro do Círculo polar ártico.
Criada em 2013 a primeira edição da prova teve lugar do 7 a 13 de agosto fazendo parte do UCI Europe Tour, dentro da categoria 2.1. Em 2015 subia à categoria 2.hc (máxima categoria destes circuitos). É a segunda prova por etapas do calendário profissional organizada na Noruega, após a Volta à Noruega, que tem lugar no mês de junho.
É organizada pela Amaury Sport Organisation (ASO).

## Palmarés
| Ano  | Vencedor           | Segundo              | Terceiro             |
| ---- | ------------------ | -------------------- | -------------------- |
| 2013 | Thor Hushovd       | Kenny van Hummel     | Nikias Arndt         |
| 2014 | Steven Kruijswijk  | Alexander Kristoff   | Lars Petter Nordhaug |
| 2015 | Rein Taaramäe      | Silvan Dillier       | Ilnur Zakarin        |
| 2016 | Gianni Moscon      | Stef Clement         | Oscar Gatto          |
| 2017 | Dylan Teuns        | August Jensen        | Michel Kreder        |
| 2018 | Serguei Chernetski | Markus Hoelgaard     | Colin Joyce          |
| 2019 | Alexey Lutsenko    | Warren Barguil       | Krists Neilands      |
| 2021 | Ben Hermans        | Odd Christian Eiking | Victor Lafay         |
| 2022 | Andreas Leknessund | Hugo Houle           | Nicola Conci         |
| 2023 | Stephen Williams   | Christian Scaroni    | Kevin Vermaerke      |
| 2024 | Magnus Cort        | Clément Champoussin  | Kevin Vermaerke      |

## Palmarés por países
Atualizado após edição de 2023
| País          | Vitórias |
| ------------- | -------- |
| Bélgica       | 2        |
| Noruega       | 2        |
| Países Baixos | 1        |
| Estónia       | 1        |
| Itália        | 1        |
| Rússia        | 1        |
| Cazaquistão   | 1        |